# Giacomo Recco

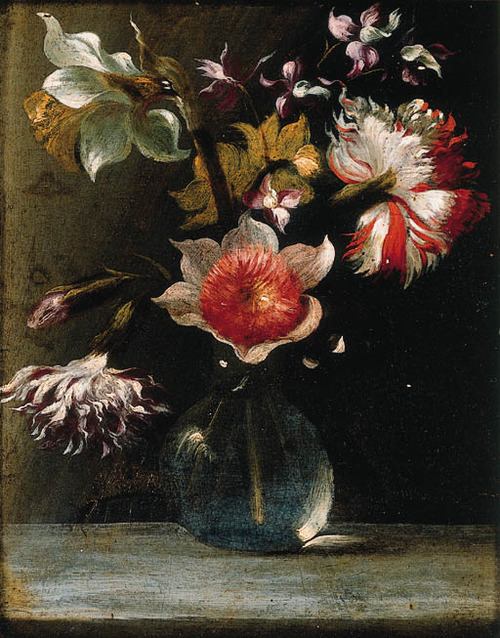
Giacomo Recco, Fiori assortiti in un vaso di vetro

Giacomo Recco (Napoli, 1603 – Napoli, ante il 1654) è stato un pittore italiano.

## Biografia
Celebre anche come capostipite di una famiglia di pittori napoletani, specializzati in dipinti di nature morte, in particolare floreali, Giacomo Recco era il padre di Giuseppe Recco (1634-1695). Il pittore napoletano Paolo Porpora si è formato nella sua bottega, assimilando il gusto per la natura morta floreale.